# Glacière de Monlési
Glacière de Monlési – jaskinia lodowa w zachodniej Szwajcarii, w górach Jura. Znajduje się na terenie gminy Val-de-Travers w kantonie Neuchâtel.
W jaskini znajdują się studnie, otwory w dnie wielkiego leja krasowego oraz wielka komora, której dno wypełniają lodowe nacieki i gruba pokrywa lodowa.